# Per Langborg
Per Wilhelm Langborg, född 24 november 1868 i Katarina församling, Stockholm, död 25 juni 1928, var en svensk företags- och idrottsledare. Han var bror till Helmer och Gunnar Langborg.
Langborg blev delägare i firman Helmer Langborg i Stockholm 1892 och var, efter firmans ombildning till aktiebolaget Bröderna Langborg, verkställande direktör för bolaget 1898–1903; övertog för egen räkning, under firma Per Langborg, bolagets sportaffär 1903 och var därefter innehavare av denna affär. Han var styrelseledamot i skytte- och idrottsföreningar. I yngre år tävlade han i bland annat skidsport, gång och löpning.